# Floraville (Illinois)
Floraville es un lugar designado por el censo ubicado en el condado de St. Clair en el estado estadounidense de Illinois. En el Censo de 2010 tenía una población de 53 habitantes y una densidad poblacional de 372,06 personas por km².

## Geografía
Floraville se encuentra ubicado en las coordenadas 38°22′35″N 90°3′19″O / 38.37639, -90.05528. Según la Oficina del Censo de los Estados Unidos, Floraville tiene una superficie total de 0.14 km², de la cual 0.14 km² corresponden a tierra firme y (0%) 0 km² es agua.

## Demografía
Según el censo de 2010, había 53 personas residiendo en Floraville. La densidad de población era de 372,06 hab./km². De los 53 habitantes, Floraville estaba compuesto por el 100% blancos, el 0% eran afroamericanos, el 0% eran amerindios, el 0% eran asiáticos, el 0% eran isleños del Pacífico, el 0% eran de otras razas y el 0% pertenecían a dos o más razas. Del total de la población el 0% eran hispanos o latinos de cualquier raza.